# Hajdu Szabolcs

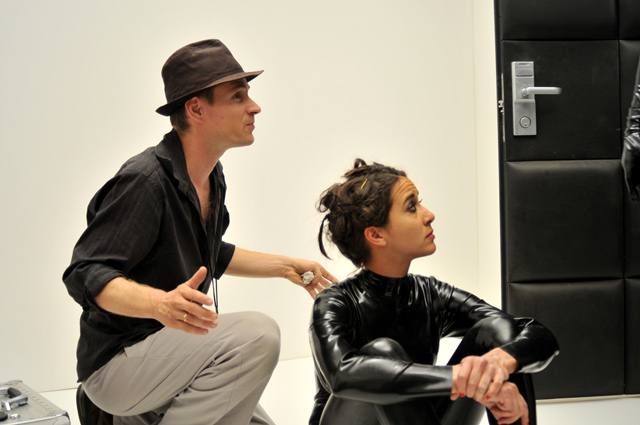
Hajdu Szabolcs rendező, és felesége Török-Illyés Orsolya színésznő

Hajdu Szabolcs (Debrecen, 1972. január 26. –) Balázs Béla-díjas magyar filmrendező, színházi rendező, forgatókönyvíró, színész. Az új magyar filmes generáció egyik tagja. Számos nagyjátékfilmet készített, tucatnyiban színészként is közreműködött. Színészként is, rendezőként is vitt már el fődíjakat különböző nemzetközi fesztiválokon. Fehér tenyér című alkotását Magyarország nevezte az Oscar-díjra.

## Pályája
5 éves korától 8 éven át tornázott. 13 éves korában a kötöttségek és a – Fehér tenyér című filmjében is megjelenített – bánásmód miatt abbahagyta az edzéseket. A Színház- és Filmművészeti Egyetem Simó Sándor vezette osztályában tanult 1995-től 1999-ig, de nem végezte el, eljött a harmadik év fele (1997/1998-ös időszak) után. A 90-es évektől színészként dolgozott.
Két kisfilmjét követően 2000-ben készítette el Macerás ügyek címmel első játékfilmjét, mely 2003-ban a Magyar Filmszemle legjobb első film díját nyerte el, majd Kijevben a MOLODIST Filmfesztivál zsűrijének különdíját is.
A 2004-ben készült Tamara című játékfilm az egységes képi látvány megteremtéséért kapott különdíjat a Magyar Filmszemlén, majd 2005-ben a portugál Avanca filmfesztiválon kapott első díjat a mozifilmek versenyében.
2006-ban készítette el a tornászok világában játszódó, részben önéletrajzi elemekre épülő Fehér tenyér című filmet, mely számos fontos hazai és nemzetközi díjat nyert el, köztük például a 37. Magyar Filmszemle legjobb rendező, legjobb operatőr, Arany Olló (vágásért) és közönségdíját. A film főhősét, Dongó Miklóst a rendező testvére, Hajdu Zoltán Miklós alakítja, akinek életútja, karrierje szintén megjelenik a filmben.
Feleségével, Török-Illyés Orsolyával a főszerepben készült az Off Hollywood című produkció 2007-ben. A film Garaczi László Április című novellájából íródott: Bódi Adél magyar rendezőnő egy napját mutatja be, benne szakmai és magánéleti problémáival, kapcsolataival, nehézségeivel.
A 2010-es Filmszemlén Bibliothèque Pascal című alkotása kapta a fődíjat. A filmmel nevezett az Oscar-díjra Magyarország, de jelölésig nem jutott.
A rasszizmusról szóló, Csóka című Tar Sándor-novella adaptációjáról pedig azután tett le, hogy elkészült Fliegauf Benedek Csak a szél (2012) című filmje. „Ha nem készült volna egy ennyire erős film, belevágtam volna” – fogalmazott. A tervezett film forgatókönyvét 2010-ben olvasta fel a Sanyi és Aranka Színházban.
Hajdu Szabolcs ars poeticája saját szavaival így foglalható össze: „Ez a történet, és a történet minket különösebben nem érdekel. Minket a színészek, a jó helyzetek, az izgalmas filmnyelvi megoldások érdekelnek, és ha ezen keresztül sikerül még a történetet is elmesélni, akkor azt mondjuk, hogy ügyesek vagyunk.”
2010-ben a Délibábról (aminek Mirage volt a munkacíme) a rendező azt nyilatkozta, hogy western lesz, A térkép szélén című Tar Sándor-novella szabad adaptációja. Kovács Gábor, a Filmpartners producere elmondta, hogy bár a történetről nem sokat mondhat, egy idegenlégiós labdarúgó viszontagságaira épül a cselekmény. A filmterv szerepelt Rotterdamban, a Cinemart koprodukciós vásáron. A forgatókönyvírásban részt vett az a Jim Stark is, aki olyan Jarmusch-filmekben dolgozott producerként, mint a Mystery Train (ebben szerepelt is), a Törvénytől sújtva, a Kávé és cigaretta vagy az Éjszaka a Földön. Hajduval a TIFF-en, Transylvania International Film Festivalon ismerkedett meg, és együtt írták a forgatókönyvet. A filmet 2013 nyarán forgatták a Hortobágyon, és 2014. november 13-án került a magyar mozikba. A projekt iránt nagy volt az érdeklődés, amit nyilván elősegített a Bibliothèque Pascal magyar és berlini sikere.
2016. július 9-én az Ernelláék Farkaséknál című filmje elnyerte a Karlovy Varyban rendezett filmfesztivál fődíját, illetve a legjobb férfi színészi alakításért járó díjat is. A film különlegességei közé tartozik, hogy a filmet 13 operatőrrel vették fel, akik közül 12 a diákja volt. Másrészt nem fordult elő még, hogy egy filmfesztiválon rendezőként a fődíjat és a legjobb főszereplőnek járó elismerést is ugyanaz a személy vehette át.
2018 szeptemberében Szép Ernő-díjat kapott drámaírói munkáiért és a Látókép Ensemble előadásainak létrehozásáért.
2020-ban a vimeo.com-on debültált első magyar fizetős filmként a Békeidő c. filmje.

## Filmjei

### Játékfilmjei
- Egy százalék indián (2024)
- Kálmán-nap (2023)
- Békeidő (2020)
- Ernelláék Farkaséknál (2016)
- Délibáb (2014)
- Bibliothèque Pascal (2010)
- Off-Hollywood (2007)
- Fehér tenyér (2006)
- Tamara (2004)
- Macerás ügyek (2001)

### Rövidfilmjei
- The Wild Side (2010) – az East Side Stories szkeccsfilm részeként
- Te országod (2009) – a Hajónapló szkeccsfilm részeként
- Hétköznapi enciklopédiák vol. I. (2006)
- Kicsimarapagoda (vizsgafilm, 1998) – a Valaki kopog kisjátékfilm-sorozat részeként
- Köszön a művész (1997)
- Két kutya (1997)
- Necropolis (vizsgafilm, 1997)
- Sértettek lábbelije (1997)
- Hajlékony nyál (1997)
- Alkotmány u. 8. (1996)
- Les Voleurs (1996)

## Színházi rendezései
- Legközelebbi ember (2023) –  Radnóti Miklós Színház, 2023. május 2.[9][10]
- Egy százalék indián (2019) –  Látókép Ensemble, 2019. október 12.[11]
- Kálmán-nap (2016) – Látókép Ensemble, 2016. március 24.[12]
- Ernelláék Farkaséknál (2015) – Maladype Színház, 2015. április 17.[13]
- Békeidő (2013) – Csiky Gergely Állami Magyar Színház, 2013. május 27.[14]
- Csóka (felolvasószínház, 2010) – Sanyi és Aranka Színház, 2010. január 17. – "KÉPtelen filmek" – filmrendezők olvassák fel forgatókönyvüket, amelyet nem forgattak le[forrás?]
- Ne kíméld, akiket szeretsz! (2009) – Zsámbéki Színházi és Művészeti Bázis, 2009. augusztus 28.[15]
- Tamara (2001) – a Szabad Vegyértékek Színháza előadása a Stúdió „K”-ban, 2001. november 15.[16]
- Aranyszögekkel kivert hazugságok – Debreceni Tabak Színház (1999),[17] Stúdió „K” (2001)[18]

## Filmszerepei
- Hatalom (2024)
- Kálmán-nap (2024)
- A besúgó (2022)
- Melegvizek országa (2022)
- Becsúszó szerelem (2021)
- Békeidő (2020)
- Rossz versek (2018)
- Van egy határ (2017)
- Ernelláék Farkaséknál (2016)
- Az itt élő lelkek nagy része (2015)
- Legenda (2011)
- Tarka képzelet – Bruegel álmai (2003)
- Tarka képzelet – Rousseau álmai (2003)
- Tarka képzelet – Renoir álmai (2003)
- Szent Iván napja (2003)
- Egyszer élünk (2000)
- Séta (1999)
- Kalózok (1999)
- A Morel fiú (1999)
- Keresztutak (1998)
- Presszó (1998)
- Franciska vasárnapjai (1997)
- Don Quijote (1997)
- Caligula (1996)
- Jó éjt királyfi (1994)
- Ezüstkor (1993)
- Félálom (1991)

## Díjai, elismerései
- Balázs Béla-díj (2007)[19]
- Magyar filmkritikusok B. Nagy László-díja (2007)[20]
- Magyar Filmszemle Aranyorsó-díja (2010)[21]
- Debrecen Város Csokonai-díja (2010)[22]
- Magyar filmkritikusok B. Nagy László-díja (2011)[23]
- Karlovy Vary-i Nemzetközi Filmfesztivál fődíja (Kristály Glóbusz) a legjobb filmnek (Ernelláék Farkaséknál, 2016)[24]
- Karlovy Vary-i Nemzetközi Filmfesztivál legjobb színész díja (Ernelláék Farkaséknál, 2016)[24]
- Az év filmművésze (2017)[25]
- Szép Ernő-díj (2018)
- Kortárs Magyar Dráma-díj (2020)
- Magyar Filmkritikusok Díja – A legjobb férfi epizódszereplő (2022)[26]